# II. Wiener Hochquellenleitung
Die II. Wiener Hochquellenleitung (ursprünglich: II. Kaiser-Franz-Josef-Hochquellenleitung) wurde bis 1910 zur Verstärkung der I. Wiener Hochquellenleitung errichtet und bringt Trinkwasser aus dem Hochschwabgebiet in der Steiermark nach Wien.

## Anlass zur Errichtung
Mangels funktionierender Kanalisation der Stadt Wien sank die Qualität des Grundwassers, das über Hausbrunnen gewonnen wurde, ab und verursachte immer wieder Epidemien. Verschiedene Wasserleitungen aus dem Süden und Westen Wiens, die zum Teil in Privatbesitz von Adeligen standen, konnten den Bedarf an gesundheitlich unbedenklichem Trinkwasser der Stadt Wien ebenso wenig decken wie die Albertinische Wasserleitung oder die später errichtete Kaiser-Ferdinands-Wasserleitung.
Letztere war zwar die erste flächendeckende Wasserleitung der Stadt und bot anfänglich auch Trinkwasser von guter Qualität, doch sanken sowohl die gelieferte Wassermenge als auch die Qualität des Wassers, bis dieses zum Gesundheitsrisiko wurde. Schließlich errichtete die Stadt Wien eine aus dem Gebiet von Rax und Schneeberg kommende Hochquellenleitung, welche Wasser einer guten Qualität lieferte.
Vor allem während der Wintermonate lieferte die I. Wiener Hochquellenleitung aber weniger Wasser als erwartet.

## Vorarbeiten
Neben der Absicht, die I. Wiener Hochquellenleitung mit zusätzlichem Quellwasser zu versorgen, wurde auch die Möglichkeit der Errichtung eines Grundwasserwerks zur Gewinnung von Nutzwasser im Raum Wien untersucht. Diese Bemühungen wurden aber 1896 eingestellt.
Weiters wurden Studien über eine zweite Hochquellenleitung angestellt. Mögliche Quellgebiete suchte man in Niederösterreich in den Einzugsgebieten der Traisen, der Ybbs und der Erlauf, in der Steiermark wurden die Enns und die Salza erforscht und in Oberösterreich der Oberlauf der Steyr.
Um die ausgewählten Quellgebiete in ihrer Ergiebigkeit bewerten und miteinander vergleichen zu können, wurde die Schüttung der Quellen über mehrere Jahre hinweg regelmäßig gemessen. Aufgrund der Erfahrungen, die man bei der I. Wiener Hochquellenleitung gewonnen hatte, legte man das Hauptaugenmerk dabei auf die Wintermonate, da die Hochgebirgsquellen – im Gegensatz zu den Quellen des Mittelgebirges – in dieser Zeit die niedrigste Ergiebigkeit vorzuweisen hatten.
Ein erster Bericht über die Möglichkeiten, die I. Wiener Hochquellenleitung auszubauen beziehungsweise über den Stand der aktuellen Studien zur Errichtung einer zweiten Wasserleitung wurde dem Gemeinderat von Wien Mitte Juni 1894 vorgelegt.
Nach weiteren Ergiebigkeitsmessungen verblieben nur noch das Einzugsgebiet der Traisen sowie das Salzagebiet in der engeren Wahl.
Ausgeschieden wurde die Traisen (Hohenberger Traisen, Türnitztraisen, Gölsen) trotz ausreichender Wasserführung und der relativ kurzen Leitungslänge von rund 135 Kilometern nach Wien wegen der zahlreichen industriellen Anlagen, welche das Wasser selbst benötigten und der damit verbundenen Rechtsstreitigkeiten und Abfindungszahlungen, falls man dieses Projekt tatsächlich durchsetzen wollte.

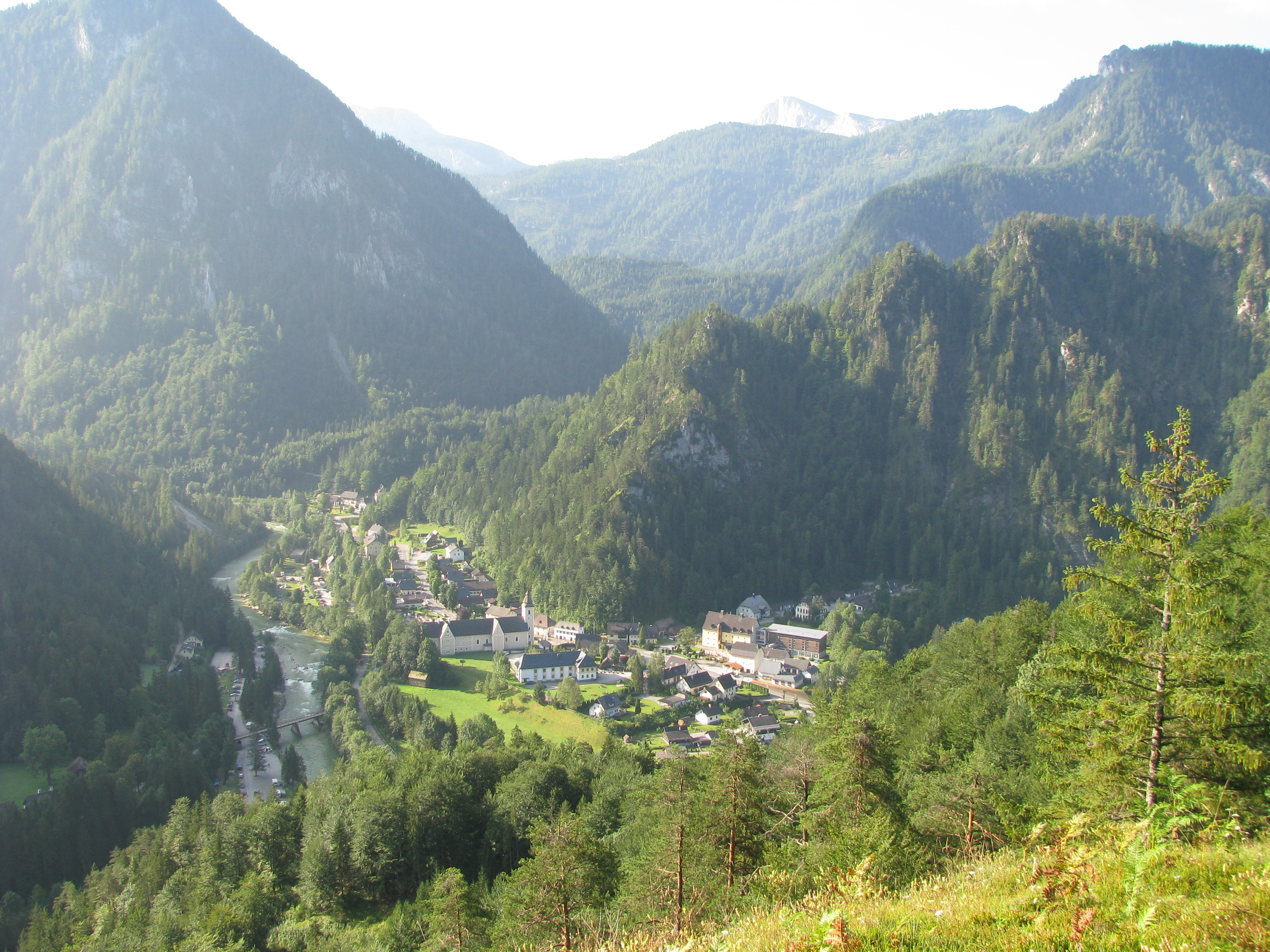
Wildalpen in der Steiermark

Im Salzagebiet lagen die Dinge in rechtlicher Hinsicht einfacher. Außer dem Recht auf Holztrift und der von Palfau flussabwärts ausgeübten Flößerei wurde das Wasser der Salza zwischen Gußwerk und der Mündung in die Enns außer von einigen bäuerlichen Mahl- und Sägemühlen nicht wirtschaftlich genutzt.
Eingehend untersucht wurden die Siebenseequellen, die Kläfferquelle, die Brunngrabenquelle, die Höllbachquellen, die Schreierklamm- und die Säusensteinquelle bezüglich ihrer Schüttung, aber auch auf die chemische Zusammensetzung.
Bei einer zu erwartenden geringsten Ergiebigkeit von 177.500 m³ Trinkwasser täglich ergab eine Wirtschaftlichkeitsberechnung, dass trotz des höheren Aufwands bei der Errichtung einer Wasserleitung aus dem Salzagebiet das von hier kommende Wasser pro Mengeneinheit günstiger käme als jenes aus der Traisenregion.
Karl Lueger führte nach seinem Amtsantritt die bisher mehr theoretisch geführten Untersuchungen der praktischen Umsetzung zu. Am 28. Juni 1898 befasste sich der Stadtrat von Wien mit den erstellten Vorschlägen und war mit der Errichtung einer weiteren Hochquellenleitung aus dem Salzagebiet einverstanden. Da der Stadtrat allerdings an Stelle der bisherig geplanten 177.500 m³ Trinkwasser eine Mindestliefermenge von 200.000 m³ forderte, mussten zusätzliche Quellen gesucht werden. Als mächtigste zusätzliche Quelle wurde die Pfannbauerquelle aufgefunden, die aber letztlich mittels Stollen nach Osten an die I. Wiener Hochquellenleitung angeschlossen wurde.
Nach dem Abschluss letzter technischer Vorarbeiten verhandelte der Gemeinderat über das generelle Projekt. Gefasst wurden am 27. März 1900 drei grundsätzliche Beschlüsse:
- Zu errichten ist eine zweite Hochquellenleitung, mit deren Hilfe Wasser der im Salzagebiet befindlichen und möglicher weiterer Quellen nach Wien geleitet werden sollte.
- Das Wiener Stadtbauamt wurde beauftragt, ein derartiges Projekt mit einer Leistungsfähigkeit von 200.000 m³ Wasser täglich auszuarbeiten.
- Die Finanzierung des Baues war sicherzustellen.

Als Folge prinzipieller Beschlüsse des Wiener Stadtrates vom 22. Juni 1898 und im Jahr 1899 des Wiener Gemeinderats, das Siebenseegebiet in Wildalpen zu erwerben, wurde am 9. Juni 1899 mit Beschluss des Gemeinderats die „Kommission für die Durchführung des Baues einer zweiten Hochquellenleitung und der Bauten für die Ergänzung der Kaiser-Franz-Josef-Hochquellenleitung“ gegründet. Ihre Aufgabe bestand darin, den mit den laufenden Geschäften und anderen wichtigen Projekten befassten Stadtrat in dieser komplexen Materie zu entlasten.
Nach nur drei Sitzungen wurde die Kommission wegen einer Änderung des Gemeindestatuts aufgelöst und durch den „Gemeinderatsausschuss zur Durchführung des Baues einer zweiten Hochquellenleitung und der Bauten für die Ergänzung der Kaiser-Franz-Josef-Hochquellenleitung“ mit ähnlichen Vollmachten ersetzt.

## Planungsarbeiten
Schon bei den ersten Projektentwürfen durch das Wiener Stadtbauamt wurde davon ausgegangen, dass der Endpunkt der neuen Hochquellenleitung in Wien möglichst hoch liegen sollte, um auch die höher gelegenen Bezirke Wiens mit möglichst wenigen Hebewerken versorgen zu können. Dies ergab zunächst eine Seehöhe von etwa 320 Metern, so dass zunächst der Kreuzbühel bei der Rohrerhütte in Neuwaldegg als Standort für das Endreservoir in Betracht gezogen wurde.
Da man überwiegend Gravitationsleitungen verlegen wollte, waren die Planer gezwungen, die Trasse nicht in den Tallagen zu führen, sondern an den Hängen entlang. Um lange Wege durch Quertäler zu vermeiden, wurden zahlreiche Aquädukte sowie auch Düker gebaut. Um von einem Tal ins nächste zu gelangen, wurden zudem sogenannte Wasserscheidestollen errichtet.
Nach einer gründlichen Vermessung der Trasse durch das k. u. k. Militärgeographische Institut und verschiedene zivile Ingenieure konnte im April 1900 mit der Trassierung begonnen werden. Im Herbst des Jahres 1901 wurde begonnen, die bei der Landvermessung ermittelte Trasse abzustecken.
Ein auf Grundlage der dieser Arbeiten erstellter Kostenvoranschlag ergab eine Gesamtsumme von 90 Millionen Kronen. Im Mai 1903 wurden die fertigen Pläne im Festsaal des Wiener Rathauses öffentlich ausgestellt.
Die Planungsaufsicht und später die Oberleitung bei der Errichtung hatte seitens des Wiener Stadtbauamtes Karl Sykora inne.

## Grunderwerb
Bereits bei der ersten Kaiser-Franz-Josef-Hochquellwasserleitung hatte es sich bewährt, nicht nur die Quellen und die Wasserrechte zu erwerben, sondern auch die zugehörigen Einzugs- und Niederschlagsgebiete, um beim Quellschutz nicht auf die Zusammenarbeit und das Wohlwollen der Grundbesitzer angewiesen zu sein.
Der erste Kaufvertrag wurde zwischen der Stadt Wien und dem Benediktinerstift Admont am 1. Mai 1899 geschlossen und am 5. Mai des gleichen Jahres vom Gemeinderat der Stadt Wien genehmigt. Erworben wurde das Siebenseegebiet bei Wildalpen (Rollersee, Lindnersee, Kesselsee, Hartlsee, … samt zahlreichen wasserreichen Quelladern).
Bis 1902 folgten weitere Grundstücke und Quellen. Vertragspartner waren neben kleinen Landwirten, denen oft der gesamte Grundbesitz abgekauft wurde, auch prominente Großgrundbesitzer (beispielsweise Johann Graf von Meran, Robert Herzog von Parma, der Steiermärkische Religionsfonds und der k.u.k. Ärar).
Zu beachten waren bei den zahlreichen Grundstückstransaktionen auch die vielen damit verbundenen Weide- und Forstservitute sowie Waldabstockungsrechte. Drei in Brunngraben, Weichselboden und Wildalpen erworbene Grundstücke waren so ausgedehnt, dass sie Eigenjagden bildeten. Zu übernehmen hatte die Stadt Wien aber auch die Erhaltung von drei Ortswasserleitungen in Wildalpen und eine in Weichselboden.
Der im Salzatal gelegene Grundbesitz wurde zunächst weiterhin von den Organen des Ärars und des Stiftes Sankt Lambrecht gegen Kostenersatz verwaltet. Nach dem Aufbau einer eigenen Forstverwaltung mit Sitz in Weichselboden übernahm die Stadt Wien diese Aufgabe selbst.

## Quellen

Die Brunngraben-Quelle

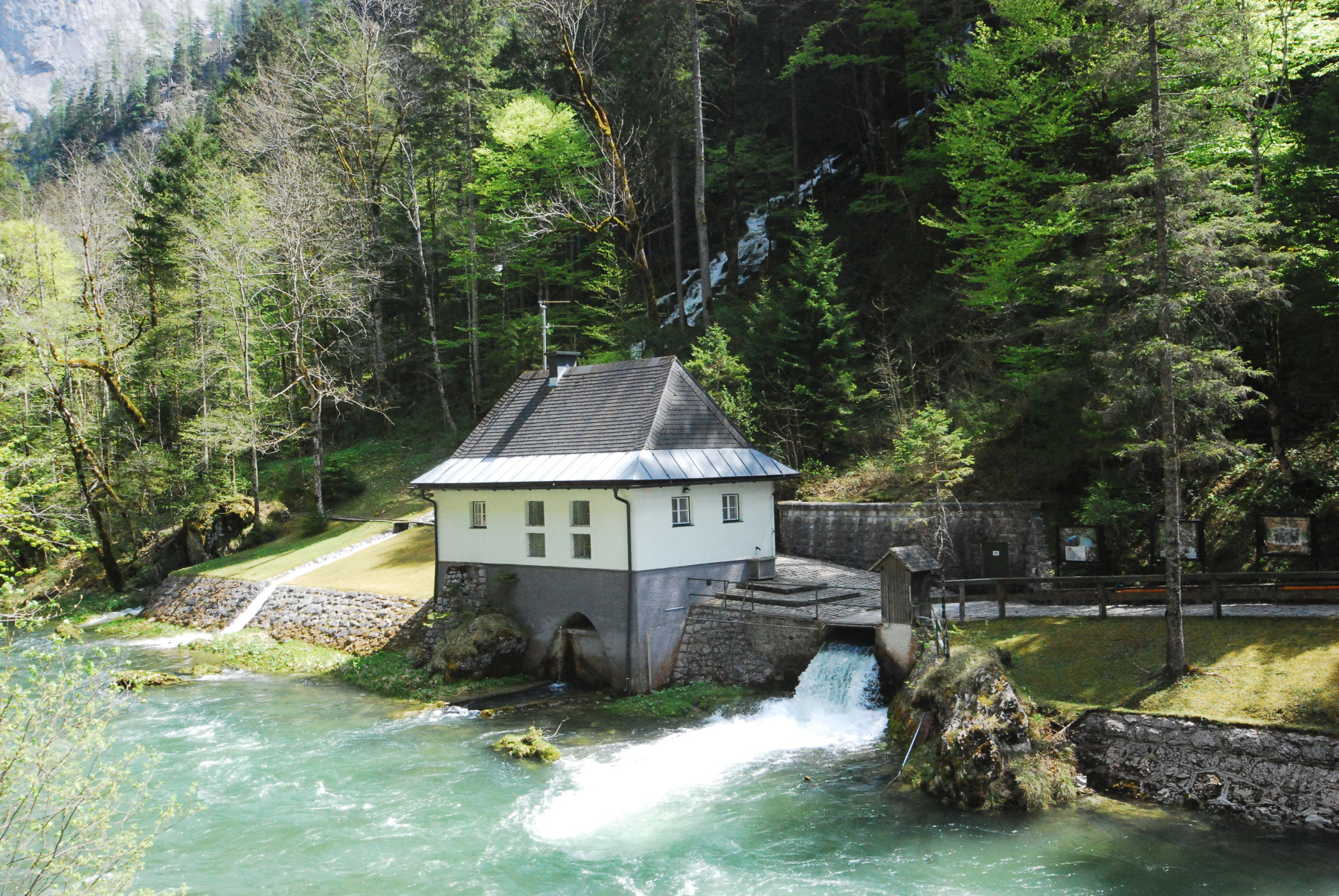
Kläfferquelle bei Wildalpen

## Wasserrechtlicher Konsens
Die Erteilung des für den Betrieb der Hochquellenleitung notwendigen wasserrechtlichen Konsenses wurde durch die Beteiligung zweier Länder (Steiermark und Niederösterreich) mit zwei teilweise sehr unterschiedlichen Landeswasserrechtsgesetzen zu einem komplizierten Vorgang. Seinen Anfang nahm dieses Verfahren am 17. Mai 1899 nach dem Abschluss der Verkaufsverhandlungen mit dem Stift Admont. Mit dem Ankauf der weiteren Quellen wurden bei den Bezirkshauptmannschaften Liezen und Bruck an der Mur weitere Vorprojekte eingereicht.
Um das Verfahren zu beschleunigen, wurde zunächst analog zum Eisenbahngesetz vorgegangen und die Grundsatzfrage geklärt, ob die Errichtung einer Wasserleitung für täglich 200.000 m³ aus öffentlicher Sicht überhaupt zulässig ist.
Der größte Widerstand gegen das Bauprojekt kam anlässlich der zwischen 29. und 31. Jänner 1902 abgehaltenen kommissionellen Verhandlung von der Gemeinde Palfau und 48 Kleinwaldbesitzern, die ihr Holz auf der Salza zu einer Zellulosefabrik flößten sowie dem Besitzer jener Zellulosefabrik in Weißenbach an der Enns, die Verdienstentgang geltend machten. Entschieden wurde der daraus entstandene Rechtsstreit um den Wasserkonsens erst durch ein Urteil des Verwaltungsgerichtshofs am 31. Oktober 1905 zu Gunsten der Stadt Wien.
Zusätzliche Probleme bereiteten in dieser Zeit die Pläne des sogenannten „Salzasyndikats“.
Dieses veröffentlichte 1901 Pläne über die Errichtung einer elektrischen Schmalspurbahn im Salzatal. Diese sollte von Großreifling nach Gußwerk zur Mariazellerbahn führen, wobei es zu einigen Interessenskollisionen gekommen wäre. Ein weiteres Projekt des Salzasyndikats 1902 war die Errichtung von 14 Stauanlagen im Salzatal und einigen Seitentälern zwischen dem Halltal und der Enns zur Erzeugung von elektrischem Strom. Auch hier war die Stadt Wien gezwungen, ihre Interessen zu wahren, ohne prinzipiell gegen den Bau zu sein. Probleme hätten hier vor allem zeitgleiche Bauarbeiten verursacht.
Besonders delikat an beiden Projekten für die Stadt Wien war der Umstand, dass daran auch der steirische Religionsfonds sehr interessiert war, mit dem man noch über den Ankauf von Quellen und den zugehörigen Quellgebieten in Verhandlungen stand.

## Baukonsens
Das erste Teilstück der 2. Hochquellenleitung, für das die Stadt Wien bei der k.k. Bezirkshauptmannschaft Scheibbs am 24. Oktober 1901 um die Baubewilligung ansuchte, war der Stollen in Göstling an der Ybbs. Die Erteilung der Bewilligung erfolgte am 23. November des gleichen Jahres mit der Auflage, daraus keinerlei Rechte bezüglich des noch laufenden Verfahrens um den wasserrechtlichen Konsens abzuleiten. Die Bauarbeiten an diesem Stollen begannen am 7. Dezember 1901.
Die Erteilungen der Baugenehmigungen für weitere Bauabschnitte (Unterfahrung der Kläfferbrünne, Stollen durch den Grubberg, …) wurden unter den gleichen Auflagen bewilligt.
Eine wesentliche Frage bei der Erteilung des Baukonsenses für die Aquäduktstrecke war jene, welche Behörde überhaupt zuständig sei.
Von der Streckenführung betroffen waren die damaligen politischen Bezirke
- Bruck an der Mur,
- Liezen,
- Scheibbs,
- Melk,
- Sankt Pölten und
- Hietzing (Umgebung) in den beiden Kronländern Steiermark und Niederösterreich, deren jeweilige Wasserrechtsgesetze beachtet werden mussten.

Da diese beiden Gesetze in der Kompetenzfrage widersprachen, wurde das k.k. Ackerbauministerium um Klärung gebeten. Dieses wies der Bezirkshauptmannschaft Liezen den Fall zu, da in ihrem Bereich die meisten Quellen lagen und sich hier auch die Vereinigung der Hauptleitung mit den Zweigleitungen von der Siebenseequelle, der Schreyerklammquelle und der Säusensteinquelle befanden.
Viel Arbeit stellten die Grundbuchserhebungen dar. Diese betrafen
- 2 Landtafeln (Wien und Graz) und
- 10 Gerichtsbezirke (Mariazell, Sankt Gallen, Gaming, Scheibbs, Mank, Kirchberg an der Pielach, Sankt Pölten, Neulengbach, Purkersdorf und Liesing).

Bearbeitet werden mussten die Grundbücher von 74 Katastralgemeinden mit 832 Grundbuchseinlagen von rund 2.500 Katastralparzellen.
Nachdem in den jeweiligen Bezirkshauptmannschaften die ihren Bezirk betreffenden Probleme geklärt waren, konnten im Februar 1906 in Liezen die Vertreter der jeweiligen Bezirke zusammentreffen und das Konzessionsgesuch zu Gunsten der Stadt Wien abschließen.

## Geschichte

### 1900 bis 1910

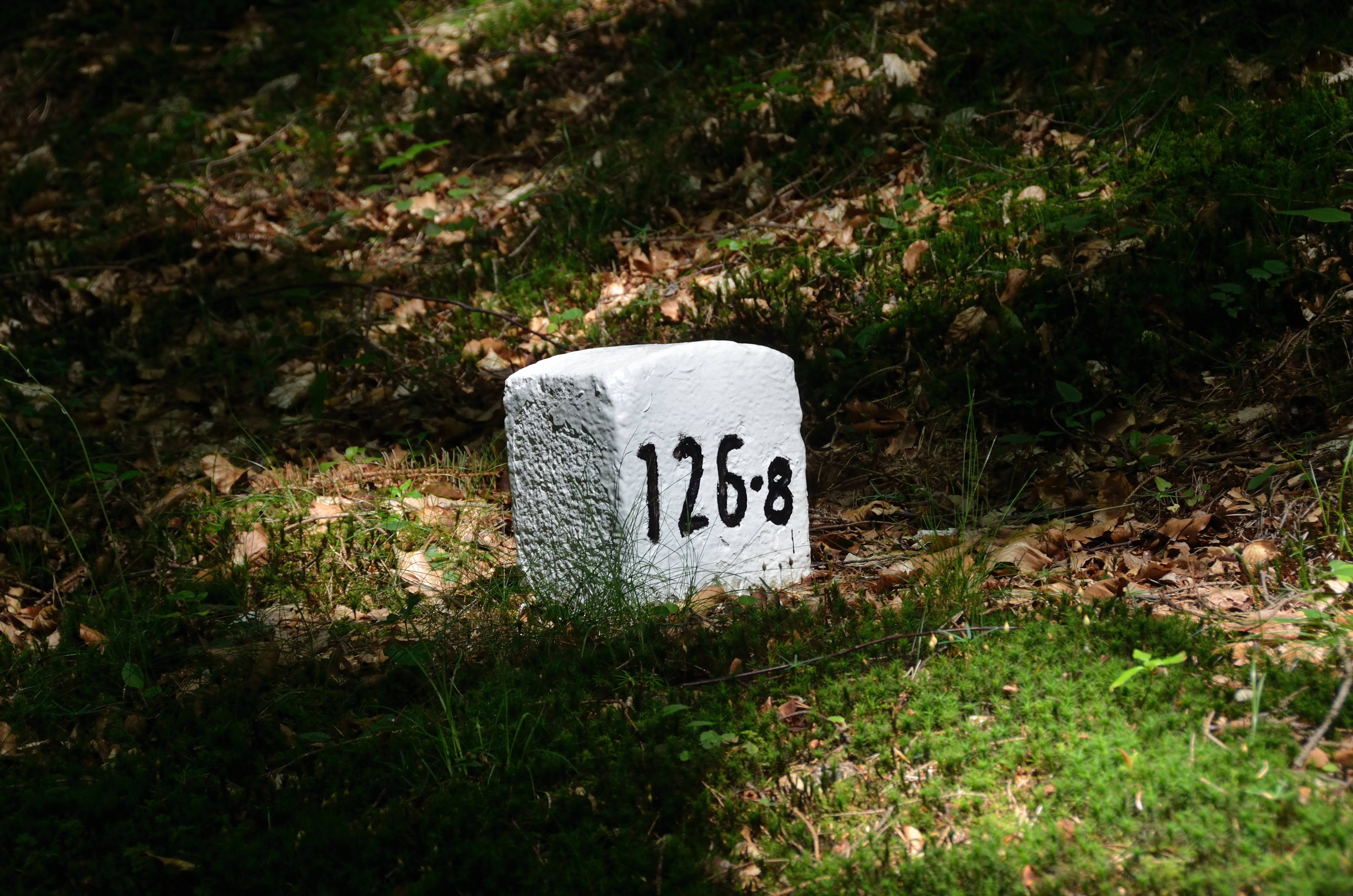
Trassierungsstein beim Kilometer 126,8

Die Grundsteinlegung für die neue Hochquellenleitung, für die Bürgermeister Lueger eigens in einer Audienz bei Kaiser Franz Joseph I. die Erlaubnis erwirkt hatte, sie II. Kaiser Franz Josef-Hochquellenleitung nennen zu dürfen, erfolgte am 11. August 1900, eine Woche vor dem 70. Geburtstag des Kaisers. Ort der Grundsteinlegung war die Poschenhöhe in Wildalpen.
Fertiggestellt sollte die II. Kaiser Franz Josefs-Hochquellenleitung eigentlich erst 1911 werden, doch sowohl im Winter 1908 als auch im Sommer 1909 kam es in Wien zu großem Wassermangel. Als Folge davon wurden die Bauarbeiten beschleunigt und am 2. Oktober 1908 fiel im Wiener Gemeinderat der Beschluss, die Eröffnung am 2. Dezember 1910 – dem Jahrestag des Regierungsantritts von Kaiser Franz Joseph I. – stattfinden zu lassen.
Für den Bau der Hochquellenleitung wurde die Trasse im Gegensatz zur Planungsphase statt in 6 Trassierungssektionen in 12 Bausektionen mit insgesamt 24 Baulosen unterteilt. Sitze der einzelnen Bausektionen waren in
- Weichselboden
- Wildalpen
- Göstling an der Ybbs
- Gaming
- Neustift bei Scheibbs
- Oberndorf an der Melk
- Kettenreith
- Kilb
- Pyhra
- Neulengbach
- Pressbaum
- Kalksburg

Aus wirtschaftlichen Gründen wurden die Arbeiten zur Quellfassung von der Vergabe an Baufirmen ebenso ausgeschlossen wie die hauptsächlich in Stollen verlaufenden Leitungsstrecken und die Wasserscheidestollen von mehr als einem Kilometer Länge. Errichtet wurden diese vom Wiener Stadtbauamt ebenso in Eigenregie wie später verschiedene Kanalbauten, große Aquädukte, die Siphone unter Salza, Ybbs und Erlauf sowie die Düker unter dem Lechnergraben und dem Gamingbach. In Summe wurden alle Bauten zwischen Weichselboden und St. Georgen an der Leys in Regiearbeit hergestellt.
Öffentlich ausgeschrieben wurden lediglich die Baulose der insgesamt 86,8 Kilometer langen Strecke zwischen St. Georgen an der Leys und Mauer.
Zu den Arbeiten an der Hochquellenleitung selbst kamen noch zusätzliche Bauten. So mussten zu den verschiedenen Bauabschnitten immer wieder Straßen errichtet werden. Im Steinbachtal wurde mit Genehmigung durch Freiherr Albert Salomon Anselm von Rothschild ein provisorisches Wasserkraftwerk errichtet, das den elektrischen Strom für die im Tunnelbau eingesetzten Bohrmaschinen der Siemens & Halske AG lieferte.
Außerdem wurden für den Transport von Baumaterialien beziehungsweise für den Abtransport von Abraum zahlreiche Feldbahnen errichtet. Angetrieben wurden diese Feldbahnen mit den verschiedenen Spurweiten von 500, 600 und 750 Millimetern elektrisch (beim Bau des Stollens durch die Göstlinger Alpe), mittels dampf- und motorbetriebener Lokomotiven, aber auch durch Pferdezug und über kurze Strecken mit Menschenkraft. Um der Wasserleitungstrasse folgen zu können, mussten oft auch markante Brücken aus Holz wie jene über den Gansbachgraben bei Oberndorf an der Melk oder beim Eichgrabenaquädukt errichtet werden, die nach der Fertigstellung des entsprechenden Bauabschnitts abgetragen wurden. Ebenso zum Einsatz kamen Standseilbahnen oder Seilbahnanlagen wie jene über das Gütenbachtal.
An der sogenannten Regiestrecke, dem vom Wiener Stadtbauamt errichteten Streckenabschnitt, wurden die Bauarbeiten mit der Abgabe des ersten Sprengschusses durch Karl Lueger im Steinbachtal bei Göstling am 7. Dezember 1901 begonnen – lange vor der Erteilung des Baukonsenses für das Gesamtprojekt am 22. Februar 1906.
Die erste Bauausschreibung für die ersten drei Baulose konnte erst nach dieser Konsenserteilung am 3. April 1906 erfolgen. Für die Fertigstellung dieser insgesamt 19.077 Meter langen Strecke wurde eine Frist von 28 Monaten festgelegt.
Weitere Vergaben erfolgten am 8. Juni 1907 (4 Baulose), 27. Dezember 1907 (2 Baulose) und zuletzt am 25. Juni 1908 (ein Baulos). Zum Zuge kamen dabei die Bauunternehmungen F. Marinelli & L. Faccanoni, Leo Arnoldi, D. Rudolf Mayreder & Peter Kraus und Heinrich Sikora.
Die Eröffnung der II. Kaiser Franz Josef-Hochquellenleitung durch Kaiser Franz Josef I. erfolgte am 2. Dezember 1910 bei einem Festbankett, zu dem der Wiener Bürgermeister Josef Neumayer als Nachfolger des im März des gleichen Jahres verstorbenen Karl Lueger anlässlich der Fertigstellung 1.200 Festgäste – Politiker, Wirtschaftsvertreter sowie Angehörige von Firmen und Beamte, welche am Bau maßgeblich beteiligt waren – geladen hatte. Anlässlich dieser Eröffnung wurde auch der Betrieb der beiden Brunnen im Rathauspark auf Wasser aus der soeben eröffneten Wasserleitung umgestellt.
 Objekte 
Wasserscheidestollen:
Um die Streckenlänge kurz zu halten, mussten zahlreiche Wasserscheidestollen von einem Tal ins nächste errichtet werden:
- Stollen durch Hochkogel (1820 m lang),
- Stollen durch den Röcker (2072 m),
- Stollen durch die Göstlinger Alpe (Salza- und Ybbsgebiet, 5370 m),
- Stollen durch den Grubberg (Ybbs- und Erlaufgebiet, 3385 m),
- Hochpyhrastollen (Erlauf- und Melkgebiet, 2307 m),
- Umbachkogelstollen bei Kettenreith (1290 m),
- Rametzbergstollen (Mank- und Pielachgebiet, 2481 m),
- Trainster Stollen (Stössing- und Laabenbachgebiet, 2250 m),
- die Stollen zwischen Eichgraben und Bierbach (zusammen 2098 m),
- Stollen durch Zwickelberg bei Rekawinkel (2887 m) und der
- Stollen durch Langseite (Wolfsgraben–Laab im Walde, 1912 m).

Aquädukte, Siphone und Rohrbrücken:

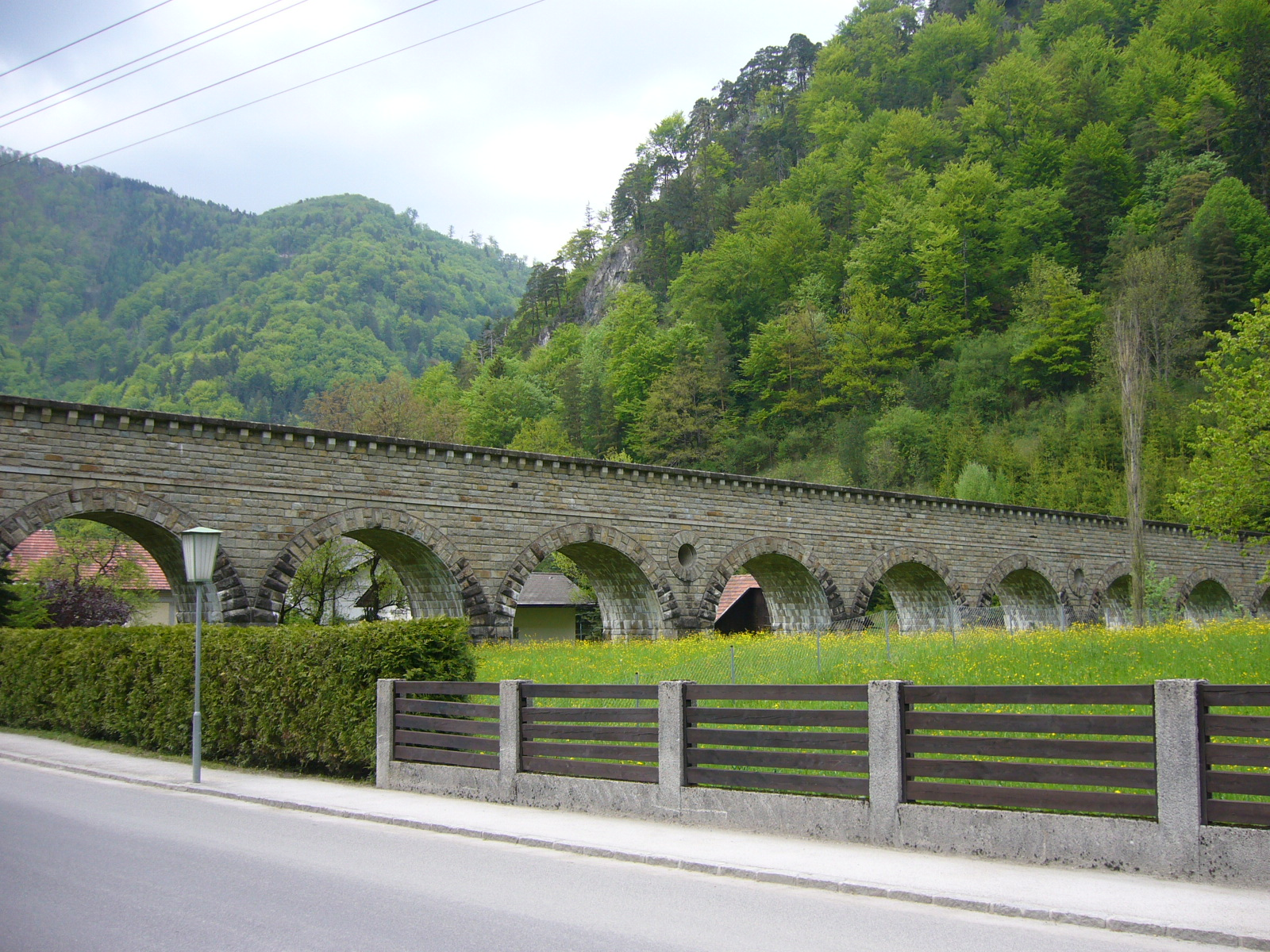
Aquädukt in Gaming

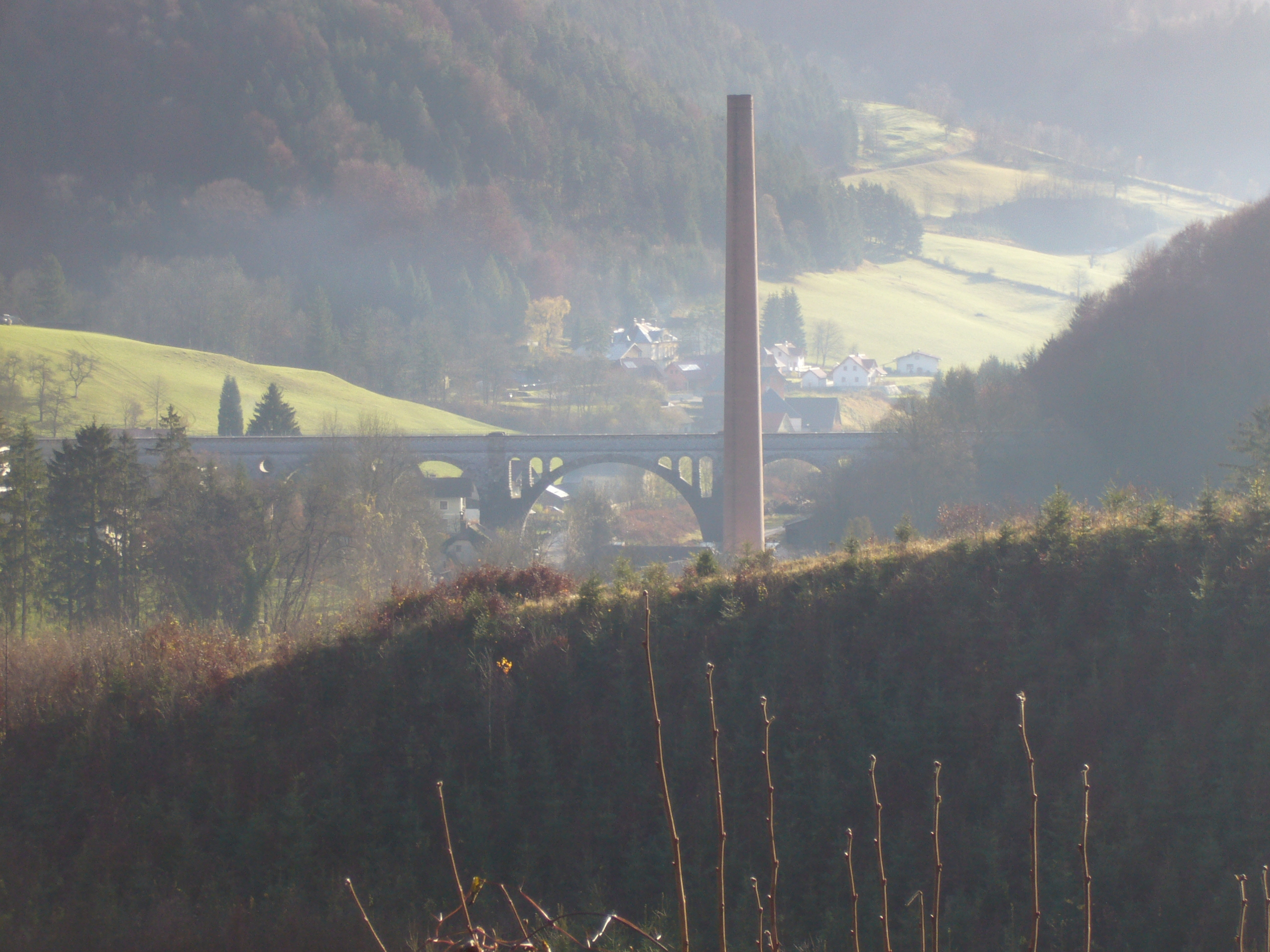
Luegerbrücke in Neubruck (St. Anton/Jessnitz, Scheibbs)

Durch weitgehendes Ausfahren von Tälern und Gräben bemühten sich die Planer, Aquädukte und Rohrbrücken wegen der hohen Bau- und Erhaltungskosten in Zahl und Größe so gering wie möglich zu halten. Errichtet wurden schließlich 100 dieser Bauten, nur wenige davon sind länger als 100 Meter und keiner davon ist höher als 24 Meter.
Der längste dieser 100 Aquädukte ist die Luegerbrücke im Scheibbser Ortsteil Neubruck. Eigentlich sollte das Jeßnitztal bei St. Anton an der Jeßnitz mittels eines Siphons unterirdisch gequert werden. Auf Bitten des Besitzers der nahe gelegenen Gummibänderfabrik Piwonka, der mit Karl Lueger befreundet war, wurde schließlich doch die 271 m lange und 22 m hohe Luegerbrücke mit einem 30 m weiten Mittelbogen errichtet.

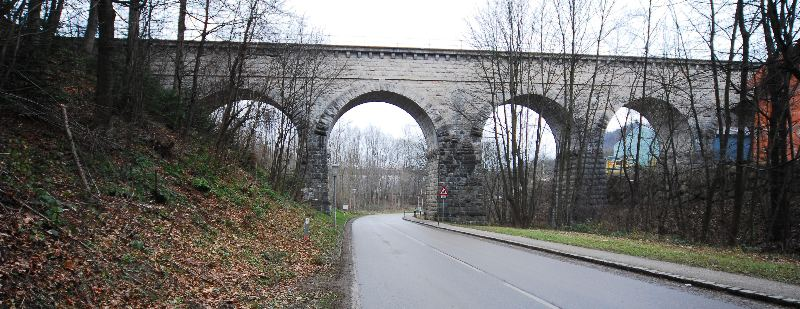
Aquädukt Pfalzau bei Pressbaum

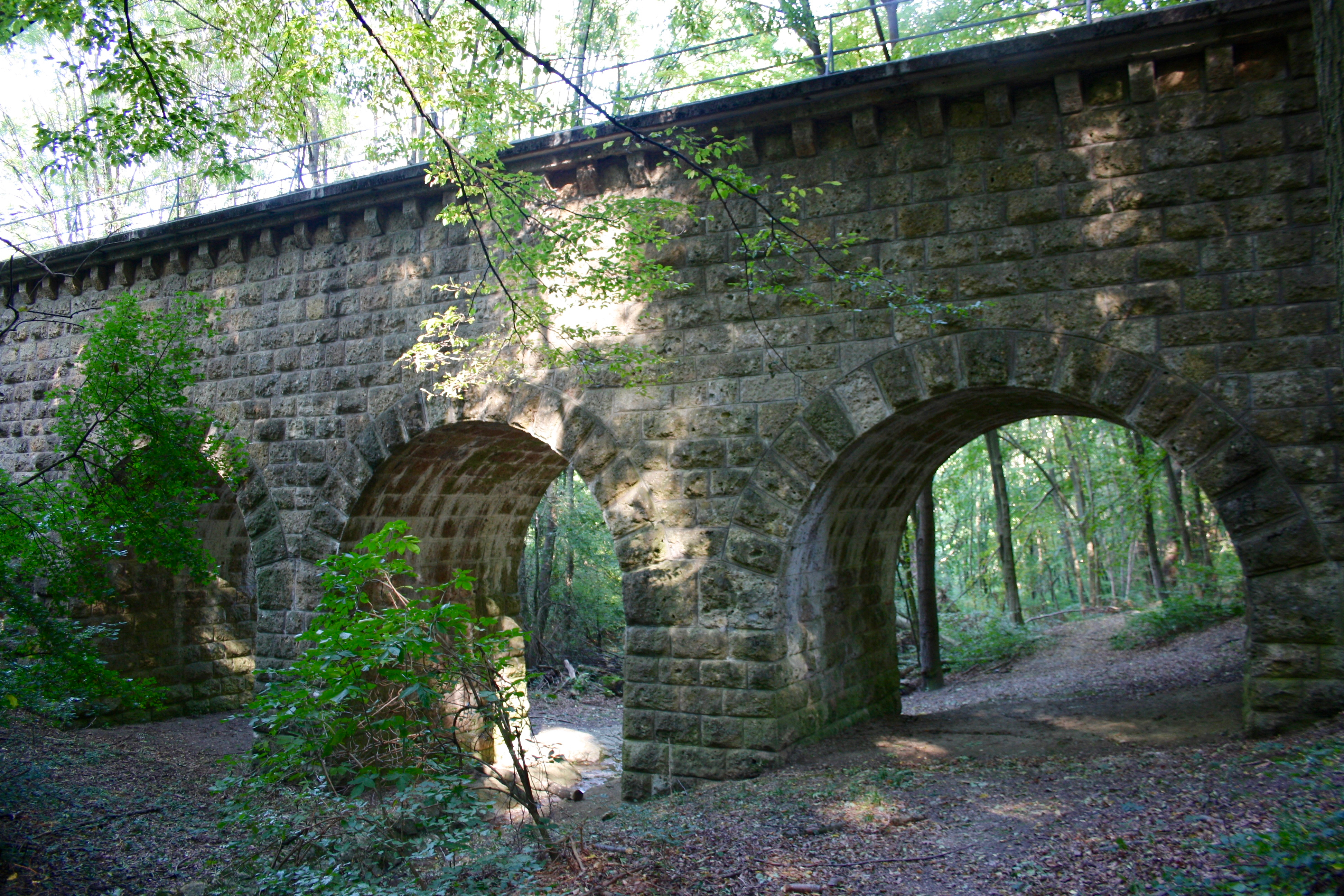
Aquädukt Reisingergraben / Dorotheerwald in Kalksburg (Wien-Liesing)

So wie die Aquädukte an der I. Wiener Hochquellenleitung sind auch alle der II. Wiener Hochquellenleitung denkmalgeschützt.
Weitere derartiger Bauwerke zur Überquerung von Tälern sind beispielsweise:
- Aquädukt über das Bärnbachtal (Wildalpen, Listeneintrag)
- Aquädukt über das Holzäpfeltal (Wildalpen, Listeneintrag)
- Aquädukt über die Salza bei Wildalpen (Listeneintrag)
- Aquädukt über das Hopfgartental (Wildalpen, Listeneintrag)
- Aquädukt über das Imbachtal (Wildalpen, Listeneintrag)
- Kanalbrücken über den Lahnbach, den Windischbach, den Hundsaubach und den Almwaldbach (alle Göstling) (Listeneintrag)
- Aquädukt über das Hagenbachtal (Göstling) (Listeneintrag)
- Düker im Lechner Graben (Lunz am See) (Listeneintrag)
- Siphon unter der Ybbs bei Lunz am See (Listeneintrag, Listeneintrag)
- Aquädukt über die Großgaming (Gaminger Aquädukt) (Listeneintrag)
- Siphon unter der Erlauf bei Kienberg (Listeneintrag)
- Aquädukt über den Ginningbach bei Scheibbs (Listeneintrag)
- Aquädukt über den Leysbach bei Scheibbs (Listeneintrag, Listeneintrag)
- Düker unter der Melk bei St. Georgen an der Leys (Listeneintrag)
- Düker unter der Mank bei Kirnberg (Listeneintrag)
- Aquädukt über den Zettelbach bei Kettenreith (Listeneintrag)
- Düker unter der Pielach bei Hofstetten-Grünau (Listeneintrag, Listeneintrag)
- Aquädukte von Wolkersberg und Pömmern bei Wilhelmsburg (Listeneintrag, Listeneintrag)
- Düker unter der Traisen bei Wilhelmsburg (Listeneintrag, Listeneintrag)
- Düker unter dem Waldbach bei Ochsenburg (Listeneintrag)
- Aquädukt über den Harlander Bach im Probstwald bei Pyhra (Listeneintrag, Listeneintrag)
- Düker unter der Perschling bei Pyhra (Listeneintrag, Listeneintrag)
- Düker unter dem Michelbach und dem Stössingbach (Listeneintrag, Listeneintrag)
- Düker unter dem Laabenbach (Listeneintrag)
- Aquädukt über den Eichgraben (Listeneintrag)
- Aquädukte über die Sonnleiten (Listeneintrag) und den Steinhutgraben bei Rekawinkel (Listeneintrag, mit Einsteigturm, 129665)
- Düker unter der Dürren Wien bei Pressbaum (Listeneintrag)
- Aquädukt über die Kalte Wien in der Pfalzau bei Pressbaum (Listeneintrag)
- Aquädukt über das Brentenmais (Listeneintrag, mit 24 Metern Höhe das höchste der gesamten II. Wiener Hochquellenleitung) und Brentenmais 2 (Listeneintrag)
- Düker unter dem Wolfsgrabenbach (Listeneintrag)
- Aquädukte über den Bierbrunngraben und den Diebsgraben (Laab im Walde) (Listeneintrag, Listeneintrag)
- Aquädukt über den Reisingergraben (Dorotheerwald, Wien-Kalksburg) (Listeneintrag)
- Düker unter dem Gütenbach in Wien-Kalksburg (Listeneintrag)

### 1910 bis 1938
Am 8. Juni 1912 beschloss der Gemeinderat von Wien, da die Arbeitskräfte noch zur Verfügung standen, die Brunngrabenquelle sofort einzuleiten. Bei dieser Quelle handelte es sich um die letzte große Quelle, die ohne technische Hilfsmittel dem Leitungskanal zugeführt werden konnte. Fertiggestellt wurden diese Arbeiten erst 1923.
Später wurde der bei der Kläfferquelle erfolgende Anschluss an den Leitungskanal so umgestaltet, dass das Wasser der Brunngrabenquelle und der Höllbachquelle erst nach der Kläfferquelle in den ursprünglichen Leitungskanal eingeleitet wurde. Dadurch wurde ein Ableiten des Wassers der Kläfferquelle, sollte es durch starken Regen getrübt sein, ermöglicht, ohne auch das Trinkwasser der beiden anderen Quellen zu verlieren. Abgeschlossen wurden diese Arbeiten am 23. Oktober 1924.
Das Wasserleitungskraftwerk Gaming (I), ein Laufwasserkraftwerk, wurde zwischen 1923 und 1926 errichtet (Listeneintrag).
Anlass für die Einleitung der Seisensteinquelle war die niedrige Schüttung der Quellen im strengen Winter 1928/1929. Um das Quellwasser in den Leitungskanal zu bringen, war es nötig, ein Pumpenhaus mit einer Kreiselpumpe sowie ein Wasserleitungskraftwerk auf der Poschenhöhe zu errichten. Die Arbeiten wurden Ende 1930 abgeschlossen, erstmals in Betrieb ging das Pumpwerk am 13. März 1931.
Die ersten großen Sanierungsfälle dieses Zeitraums betrafen drei Stollenbauten im Raum Scheibbs. Zuerst musste der durch Rutschungen immer wieder beschädigte Hangkanal bei Neustift (Scheibbs) durch einen 1928 fertiggestellten Stollen von 977 Metern Länge ersetzt werden. Der nächste zu sanierende Stollen war jener im Hochpyhra. Der Neubau des rund 1200 m langen Stollens wurde 1934 fertiggestellt.
Eine große Zahl von Neubauten der Zwischenkriegszeit im Quellgebiet betraf die Errichtung von Wasserleitungskraftwerken. Der hier gewonnene elektrische Strom wurde vor allem für den Betrieb von Wasserleitungsanlagen genutzt, aber auch an Energieversorgungsunternehmen abgegeben.

### 1938 bis 1945 (Kriegsende)
In einem Ansuchen an den Reichsstatthalter der Steiermark ersuchten die Wiener Wasserwerke am 29. November 1943 um die Genehmigung an, die Brunngrabenquelle nachfassen zu dürfen. Abgeschlossen wurden die Bauarbeiten, zu denen auch ein Pumpenhaus gehörte, im Jahr 1946. Die Nachfassung weiterer Quellen (Höllbachquellen, Kläfferquelle, Schreyerbachquelle, …) folgte.

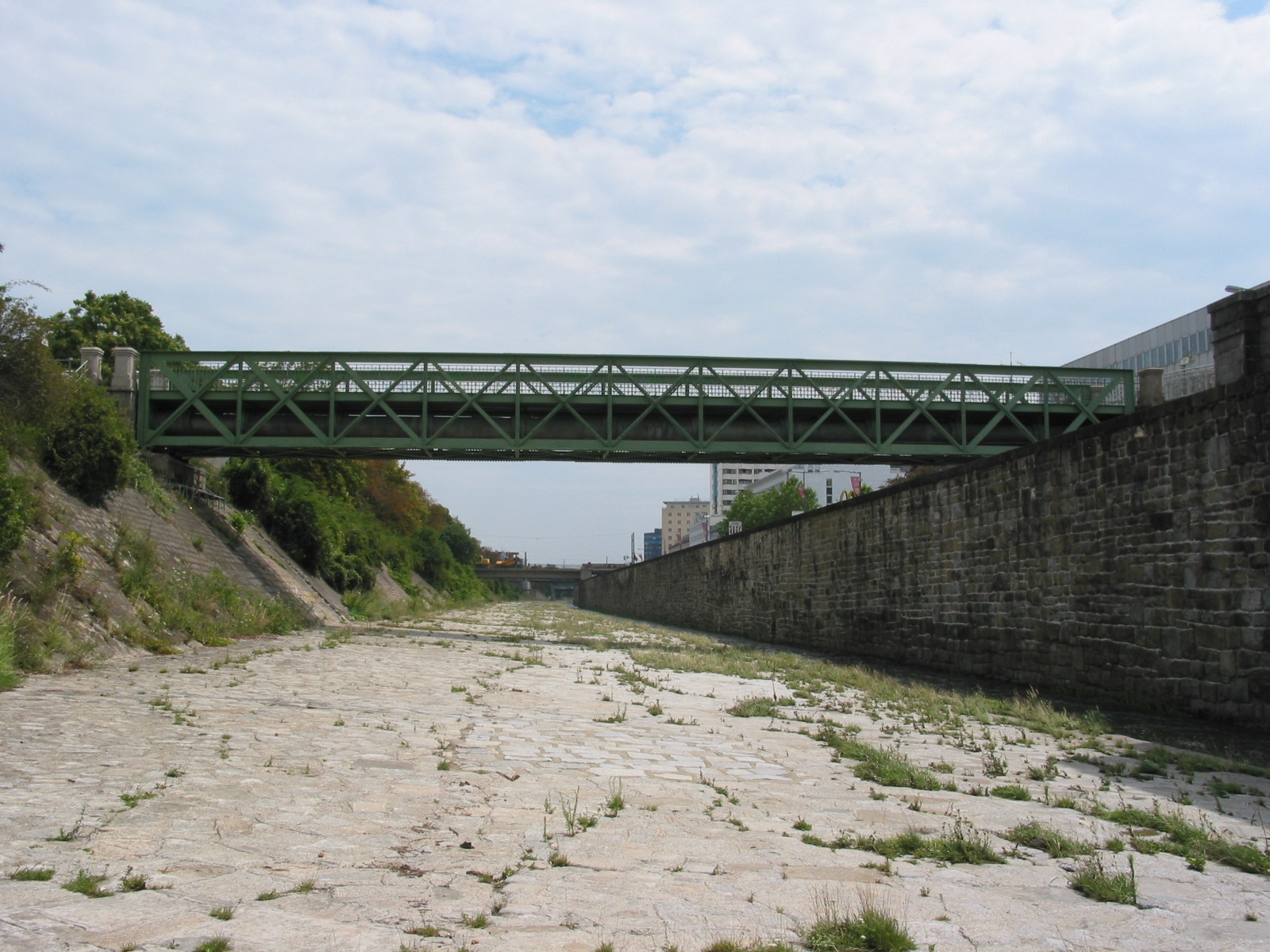
Preindlsteg

Am 7. April 1945 bereiteten SS-Angehörige die Sprengung einer Versorgungsleitung der II. Wiener Hochquellenleitung beim Preindlsteg über den Wienfluss vor. Die Durchführung des Vorhabens konnte jedoch verhindert werden.

### 1945 (Kriegsende) bis heute
Der Bau der Westautobahn zwischen Wien und Salzburg betraf auch die II. Wiener Hochquellwasserleitung, da sich in vier Abschnitten Wegkreuzungen ergaben:
- Kreuzungsstelle mit Laabenbachdüker in Mannersdorf
- Kreuzungsstelle in Kleinberg oberhalb Altlengbach
- Kreuzungsstelle in Steinhäusl bei Altlengbach
- Kreuzungen und Parallelführungen zwischen Dürrwien und Brentenmais bei Pressbaum.

Zu den aufwändigsten Sicherungsbauwerken dieser Zeit gehört der Bihabergstollen südlich von Pressbaum. Laut den Planungen wären die neue Autobahn und die Hochquellenleitung in einem von Hangrutschungen bedrohten Abschnitt parallel zueinander geführt worden und so wurde für die Wasserleitung ein Stollen errichtet.
Ein weiterer Problemfall war der bei Scheibbs gelegene Österreicherstollen. Seit dem Jahr 1927 auftretende, durch Hangrutschungen hervorgerufene Schäden führten zum teilweisen Neubau des Stollens (Inbetriebnahme des neuen Stollens am 4. Dezember 1970).
Der Ausbau der Erlauftalbundesstraße beim Bahnhof Kienberg-Gaming (um 1980) machte einen weiteren Stollenbau erforderlich.
In den 2010er Jahren traten an den Stollen bei Scheibbs Gesteinsverschiebungen auf, sodass der Stollen, der ca. 2,4 Meter im Durchmesser aufweist, saniert werden muss. Dazu wurde ein Umgehungsstollen in den Fels gesprengt, um gefahr- und schadlos die Reparaturen durchführen zu können.

## Bauarbeiten in Wien
Das künftige höhere Trinkwasserangebot, welches nun auch höher gelegene Gebiete der Stadt aus eigener Kraft erreichen konnte und die damit verbundenen Änderungen des Wasserdrucks, machte Änderungen im Rohrleitungsnetz ebenso notwendig wie es den Bau zusätzlicher Wasserbehälter zur Speicherung des Wassers und zum Ausgleich von Verbrauchsspitzen ermöglichte.
Die dafür notwendigen Planungen gingen davon aus, dass das künftig nach Wien geleitete Hochquellwasser für rund 3.380.000 Menschen ausreichen würde – eine Zahl, die nach den damaligen Berechnungen um 1940 erreicht werden würde.
Von der Bevölkerung Wiens würden
- in der Tiefzone rund 2.482.100 Menschen,
- in der Mittelzone rund 702.500 Menschen,
- in der Hochzone 116.300 Menschen und
- in der Höchstzone 79.100 Menschen leben,

und dementsprechend müssten auch die Wasserbehälter über die verschiedenen Druckzonen verteilt sein.

### Behälterbau

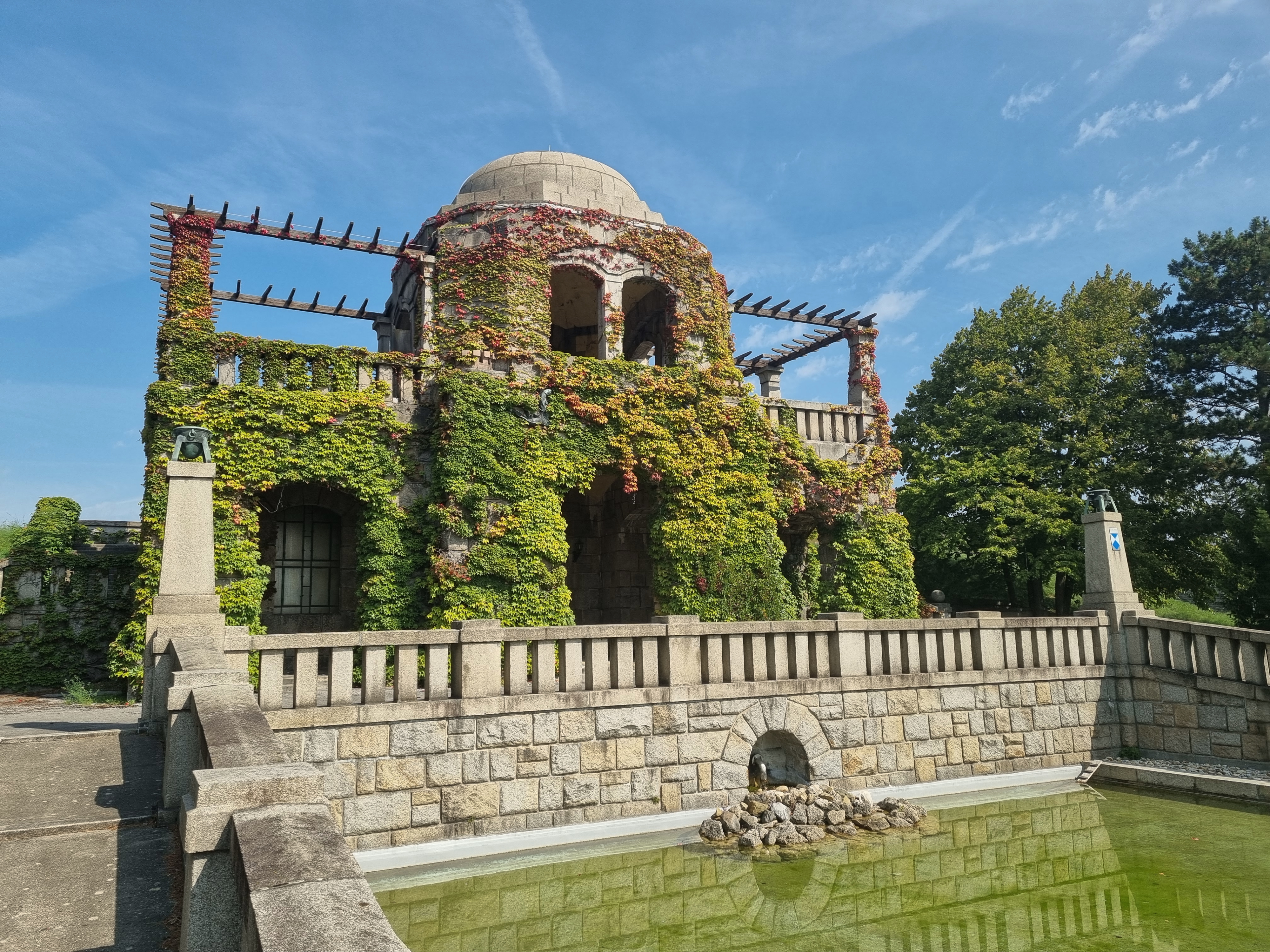
Behälter Hackenberg

Durch die II. Wiener Hochquellenleitung verlor der Wasserspeicher Rosenhügel seine Stellung als höchstgelegener Wasserbehälter in Wien.
Für die Zweite Kaiser-Franz-Josef-Hochquellenleitung wurden neben der Übergangskammer und der Druckentlastungskammer in Mauer am Endpunkt der 2. Hochquellenleitung die Wasserbehälter
- Steinhof (11.500 m³),
- Steinbruch (4.700 m³),
- Gallitzinstraße (12.500 m³),
- Hackenberg (12.500 m³),
- Michaelerberg (4.500 m³),
- Dreimarkstein (500 m³),
- Hungerberg (28.500 m³),
- Krapfenwaldgasse (4.000 m³),
- Cobenzl (1.000 m³) und
- Kahlenberg (1.000 m³)

errichtet.

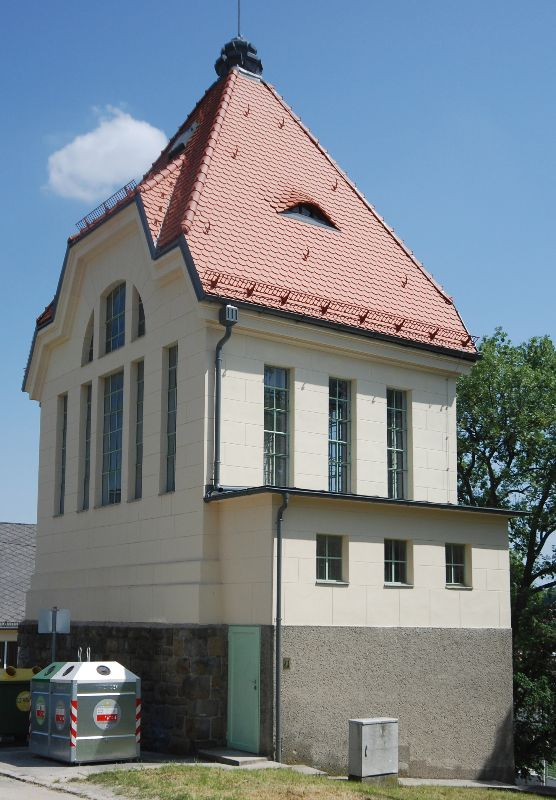
Pumpwerk Salmannsdorf

Bei der Planung der Behälter ging man zum einen von der Überlegung aus, das Speichervolumen der Behälter in der Hoch- und Höchstzone mit dem ein- bis zweitägigen Bedarf der von ihnen versorgten Gebiete festzulegen. Den Hochreservoirs Steinhof, Hackenberg und Krapfenwaldgasse wurde noch eine Reserve für die Versorgung jener Wasserbehälter in der Höchstzone zugeschlagen, die von ihnen abhängig waren. Zum anderen wurde das Behältervolumen mit der Länge der Zuleitung erhöht, da mit steigender Leitungslänge auch das Risiko und die Wahrscheinlichkeit eines Gebrechens stieg.
Die Versorgung der Behälter Breitensee und Schafberg wurde jetzt durch natürlichen Druck möglich, sodass das Pumpwerk Breitensee stillgelegt werden konnte. Das Pumpwerk Wienerberg mit dem Wasserturm Favoriten verlor ebenfalls an Bedeutung. Im Gegenzug mussten, um jene Stadtgebiete, die höher als 260 m lagen, versorgen zu können, neue Hebewerke errichtet werden.
Der Höchstbehälter Steinbruch (400 m) wurde durch ein Hebewerk am Steinhof versorgt, die Behälter Michaelerberg (370 m) und Dreimarkstein (425 m) vom Hebewerk Salmannsdorf und die Behälter Cobenzl (410 m) und Kahlenberg (500 m) von einem dritten Hebewerk in der Krapfenwaldgasse.
So wie an der Außenstrecke kamen auch beim Bau der Wasserbehälter Feldbahnen für den Materialtransport zum Einsatz. Wegen der meist nur relativ kurzen Strecken diente hier allerdings menschliche Arbeitskraft als Antrieb. Um die Baustelle für den Behälter Hackenberg auf dem Hackenberg mit Baumaterial versorgen zu können, wurde von der Krottenbachstraße aus eine Standseilbahn errichtet.
Zwischen 1935 und 1938 wurde in der Nähe der Übergangskammer Mauer auf dem Areal des Lainzer Tiergartens der Wasserbehälter Lainz mit einem Fassungsvermögen von 143.620 m³ errichtet. Dieser Speicher hat eine Grundfläche von 24.438 m², die von einer 25 cm starken Eisenbetondecke auf 790 Säulen, einer 146 m langen Mittelmauer und einer 648 m langen Außenmauer überdeckt wird. In seiner Bauzeit war er eines der größten Eisenbetonbauwerke Europas und der größte geschlossene Trinkwasserbehälter weltweit.

## Rohrprobieranstalt
Auf einem Gelände nahe dem Bahnhof Penzing der Kaiserin-Elisabeth-Bahn in Wien wurde ab dem 21. Mai 1907 die sogenannte Rohrprobieranstalt errichtet. Betriebsbereit war diese ab Ende Juni 1908, die Eröffnung erfolgte mit der Anlieferung der ersten Rohre am 16. Juli desselben Jahres.
In dieser Zeit wurden das Gelände eingeebnet, ein Maschinenhaus, eine Schieberhalle, ein Werkstätten- und Depotgebäude sowie das einstöckige Verwaltungsgebäude errichtet.
Hier wurden die per Bahn angelieferten Rohre mittels eines Kranes, der am 10. Oktober 1908 in Betrieb genommen wurde, auf eine Feldbahn – auf den 26.500 m² der Rohrprobieranstalt eine Gesamtlänge von 1100 m Rillenschienen sowie ungefähr 15 Drehscheiben, eine Gleiskreuzung, eine Gleiswaage und zwei Weichen – verladen, mittels dreier Rohrpressen und einer Einrichtung für die Erprobung von Krümmern auf ihre Festigkeit untersucht und bis zur weiteren Verwendung zwischengelagert.
Wann die Rohrprobieranstalt ihren Betrieb einstellte, ist nicht bekannt. Das Rohrlager der Wiener Wasserwerke bestand an dieser Adresse bis etwa 1990, dann wurde es nach Guntramsdorf (Niederösterreich) verlegt.

## Wasserleitungskraftwerke
Die Wasserversorgung der fünf Höchstreservoirs in Wien erfolgte von Beginn an mittels elektrisch betriebener Pumpen mit zusammen 327 PS. Der dafür notwendige elektrische Strom wurde in einem dem Wasserbehälter Krapfenwaldgasse angeschlossenen Wasserleitungskraftwerk erzeugt und über eigene Leitungen verteilt. Im Jahr 1914 wurden 2,8 % des in Wien erzeugten Stroms hier produziert. Für das Jahr 1927 werden sieben Millionen Kilowattstunden Strom genannt, die allein in den in Wien befindlichen Wasserleitungskraftwerken erzeugt wurden.
Das größte Trinkwasserkraftwerk der II. Wiener Hochquellenleitung ist das Wasserleitungskraftwerk Gaming. Die Idee zur Errichtung des Kraftwerks stammt aus der Zeit der Errichtung der Wasserleitung, wurde damals allerdings wegen einer mangelnden Anschlussmöglichkeit an ein Leitungsnetz zunächst verworfen und erst mit der Errichtung des Kraftwerks Opponitz verwirklicht. 1990 wurde es um das Kraftwerk Gaming II erweitert.
Als Folge der Errichtung der ersten vier Trinkwasserkraftwerke in Ableitungsrohrsträngen der Siebensee- und der Schreierklammquellen wurde in Wildalpen 1930 die Elektrizitätsgenossenschaft Wildalpen („Lichtgenossenschaft“) gegründet.
Nach dem Ende des Zweiten Weltkriegs wurde der Ausbau der Wasserleitungskraftwerke fortgesetzt.
Das jüngste Wasserleitungskraftwerk befindet sich in Mauer im 23. Wiener Gemeindebezirk Liesing am Endpunkt der 2. Hochquellenleitung. Am 7. September 2006 wurde das in Zusammenarbeit von der MA 31 und Siemens AG Österreich errichtete Kraftwerk, das Strom für rund 1000 Haushalte liefert, eröffnet. Betrieben wird das Kraftwerk von der eigens gegründeten Firma „Hochquellenstrom Vertriebs GmbH“, die Finanzierung erfolgt aus dem Verkaufserlös der hier erzeugten elektrischen Energie.
Insgesamt verfügt die Stadt Wien über 13 Wasserleitungskraftwerke, sieben davon werden von der MA 31 im Raum Wildalpen betrieben. Die genaue Verteilung auf die I. und II. Wiener Hochquellenleitung lässt sich leider nicht eruieren. Erzeugt werden rund 65 Millionen Kilowattstunden pro Jahr, was dem Strombedarf einer Stadt wie St. Pölten entspricht.

### Stromlieferabkommen
Am 1. Februar 1932 wurde zwischen den Wiener Wasserwerken und den Wiener Städtischen E-Werken ein Übereinkommen über den Betrieb und die Erhaltung der Hochspannungsanlagen sowie die gegenseitige Belieferung mit elektrischer Energie geschlossen. 1950 wurde ein neues, den allgemeinen Umständen angepasstes Abkommen geschlossen, das mit 31. Dezember 1968 einvernehmlich gekündigt wurde, wobei die Stromlieferungen jedoch fortgesetzt wurden.
Zu einem neuen Vertrag kam es allerdings nicht, da die Wiener Wasserwerke mit der Stadtgemeinde Mariazell einen neuen Partner gefunden hatten. Ab 16. Dezember 1971 erfolgte die Stromlieferung nicht mehr zum Kraftwerk Opponitz und weiter nach Wien, sondern nach Mariazell.

## Quellschutz
Zuständig für den Quellschutz im Raum Wildalpen ist neben den Wiener Wasserwerken als Grundstückseigentümer die Forstverwaltung Wildalpen der MA 49 – Forstamt und Landwirtschaftsbetrieb der Stadt Wien. Die zu betreuende Fläche von rund 14.400 Hektar erstreckt sich vor allem östlich von Wildalpen zwischen der Salza und dem Plateau des Hochschwabs bis Weichselboden. Dazu kommen die Revierteile Buchberg südlich des Hochschwabgebiets und Brunngraben im Raum Gußwerk.
2007 löste der Orkan Kyrill den bisher größten Assistenzeinsatz – den Assistenzeinsatz Wildalpen-Schreierquelle – des österreichischen Bundesheers für das Bundesland Wien aus, als Gefahr bestand, dass eine Massenvermehrung des Borkenkäfers im Schadholz auf die gesunden Baumbestände übergreifen und damit die wichtigen Quellschutzwälder zerstören könnte.

## Telekommunikation
Bereits bei der Errichtung der 2. Hochquellenleitung wurden von der Stadt Wien Telefonleitungen errichtet, um die Nachrichtenübermittlung zwischen der in Wien befindlichen Zentrale und den verschiedenen Aufseherposten zu erleichtern.
Heute verfügt die MA 31 – Wiener Wasserwerke über eine rund 500 km lange ringförmige Richtfunkstrecke mit 29 Stationen entlang der beiden Hochquellenleitungen. Ausgangs- und Endpunkt dieser Anlage ist der Wasserturm in Favoriten, der mit dem Amtshaus Grabnergasse in Mariahilf, der Zentrale der MA 31, mit einem Lichtwellenleiterkabel verbunden ist.

## Statistik

### Bauten
Die Streckenlänge vom Quellgebiet bis nach Wien beträgt 183 km. Das Gefälle beträgt durchschnittlich rund 2,1 ‰, über weite Strecken jedoch nur 0,22 ‰. Der Leitungskanal selbst besitzt durchschnittlich eine lichte Breite von 192 cm und eine lichte Höhe von 208 cm.
1927 bestand die II. Wiener Hochquellenleitung aus
- 83,2 Kilometer Kanalstrecke,
- 70,7 Kilometer Stollenleitung,
- 20,6 Kilometer Düker,
- 1,6 Kilometer Rohrleitung,
- 4,4 Kilometer Aquädukte,
- 1,7 Kilometer Kanalbrücken und
- 0,3 Kilometer Rohrbrücken.[18]

Durch verschiedene Stollenneubauten und weitere Erschließungen seit dem Jahr 1927 änderte sich allerdings die Länge des Leitungsnetzes.

### Wasserlieferungen
Im Jahr 2007 lieferte die 2. Hochquellenleitung insgesamt 75,4 Mio. m³ Trinkwasser, das waren 53,05 % des Jahresbedarfs, nach Wien. 61,87 Mio. m³ Trinkwasser oder 43,53 % lieferte die 1. Hochquellenleitung, der Rest (4,8 Mio. m³ oder 3,42 %) stammt aus den verschiedenen Grundwasserwerken.
Maximale tägliche Trinkwasserlieferungen:
- 1. Hochquellenleitung 220.000 m³
- 2. Hochquellenleitung 217.000 m³
- Grundwasserwerk Lobau 80.000 m³
- Wasserwerk Moosbrunn 62.000 m³
- weitere kleinere Wasserspender 10.000 m³

Bei einem durchschnittlichen Tagesverbrauch von rund 390.000 m³ Trinkwasser liefern nach Wien:
- 1. Hochquellenleitung rund 180.000 m³
- 2. Hochquellenleitung rund 210.000 m³[19]

## Wasserqualität
Die Wiener Wasserwerke sind laut der Trinkwasserverordnung Bundesgesetzblatt Nummer 304/2001 in der gültigen Fassung zur Veröffentlichung der Pestizid- und Nitratwerte verpflichtet. Die Kontrolle der Konzentration dieser Schadstoffe im Hochquellwasser wurde 2007 von der Lebensmittelaufsichtsbehörde laut Bescheid der MA 59/II-1260/07 für fünf Jahre ausgesetzt, da sich die entsprechenden Werte seit Jahren unterhalb der Bestimmungsgrenze befänden. Für 2024 ergeben sich folgende Angaben:
| Analysedatum: 25. November 2024                                                     | Analysedatum: 25. November 2024 | Analysedatum: 25. November 2024 |
| untersucht auf                                                                      | gefunden:                       | Einheit                         |
| ----------------------------------------------------------------------------------- | ------------------------------- | ------------------------------- |
| Koloniebildende Einheiten (KBE/Milliliter bei 22 Grad Celsius Bebrütungstemperatur) | 0                               |                                 |
| Koloniebildende Einheiten (KBE/Milliliter bei 37 Grad Celsius Bebrütungstemperatur) | 0                               |                                 |
| Coliforme Bakterien/250 Milliliter                                                  | 0                               |                                 |
| Escherichia coli/250 Milliliter                                                     | 0                               |                                 |
| Elektrische Leitfähigkeit                                                           | 215                             | Mikro-Siemens/Zentimeter        |
| pH-Wert                                                                             | 7,8                             |                                 |
| Gesamthärte                                                                         | 6,5                             | Grad deutscher Härte            |
| Karbonathärte                                                                       | 6,7                             | Grad deutscher Härte            |
| Totaler organischer Kohlenstoff                                                     | 0,52                            | Milligramm pro Liter            |
| Ammonium                                                                            | < 0,01                          | Milligramm pro Liter            |
| Nitrit                                                                              | < 0,008                         | Milligramm pro Liter            |
| Nitrat                                                                              | 3,0                             | Milligramm pro Liter            |
| Chlorid                                                                             | < 1                             | Milligramm pro Liter            |
| Sulfat                                                                              | 2,4                             | Milligramm pro Liter            |
| Fluorid                                                                             | < 0,2                           | Milligramm pro Liter            |
| Calcium                                                                             | 38                              | Milligramm pro Liter            |
| Magnesium                                                                           | 6,3                             | Milligramm pro Liter            |
| Natrium                                                                             | < 1                             | Milligramm pro Liter            |
| Kalium                                                                              | < 1                             | Milligramm pro Liter            |
| Blei                                                                                | < 0,001                         | Milligramm pro Liter            |

Allgemein wird für das Leitungswasser in Wien eine Wasserhärte von 6 bis 11 Grad deutscher Härte angegeben. Lediglich in den gelegentlich vom Grundwasserwerk Lobau versorgten Bezirken 11, 20, 21 und 22 kann die Härte bis 16 °dH ansteigen.

## Wasserabgaben
Die II. Wiener Hochquellenleitung beliefert in erster Linie die Stadt Wien. Hochquellwasser wird aber auf Grund von Wasserlieferungsverträgen an steirische und niederösterreichische Gemeinden abgegeben.
Zum Teil erfolgte diese Wasserabgabe auf Grund von wasserrechtlichen Vergleichen mit einzelnen Grundbesitzern und Gemeinden, aber auch infolge von Ansuchen an die Gemeinde Wien. Die ersten derartigen Übereinkommen wurden bereits im Jahr 1913 mit Atzgersdorf, Liesing, Mauer, Inzersdorf, Siebenhirten und Erlaa geschlossen, weitere Übereinkommen folgten.

## „Wassersteuer“
Für politischen Wirbel sorgte die 1996 erfolgte Einführung einer Abgabe auf jenes Hochquellwasser, das aus den steirischen Quellen der beiden Wiener Hochquellenleitungen – also vorwiegend der II. Hochquellenleitung – stammte, durch das Land Steiermark.
Die Wiener Landesregierung wies diesen Plan, der die Stadt rund 330 Millionen Schilling gekostet hätte, mit den Argumenten, für die Nutzbarmachung der Quellen durch Errichtung der Leitung und deren Instandhaltung selbst aufzukommen und auch im Besitz der Quellgebiete zu sein, zurück. Verschärft wurde diese Auseinandersetzung noch durch die Zustimmung des damaligen Umweltministers Martin Bartenstein. Wien rief gegen diesen Beschluss den Verfassungsgerichtshof an und auch die Bundesregierung erhob aus verfassungsrechtlichen Gründen dagegen Einspruch.

## Wasserleitungsmuseum Wildalpen (Museum HochQuellenWasser)

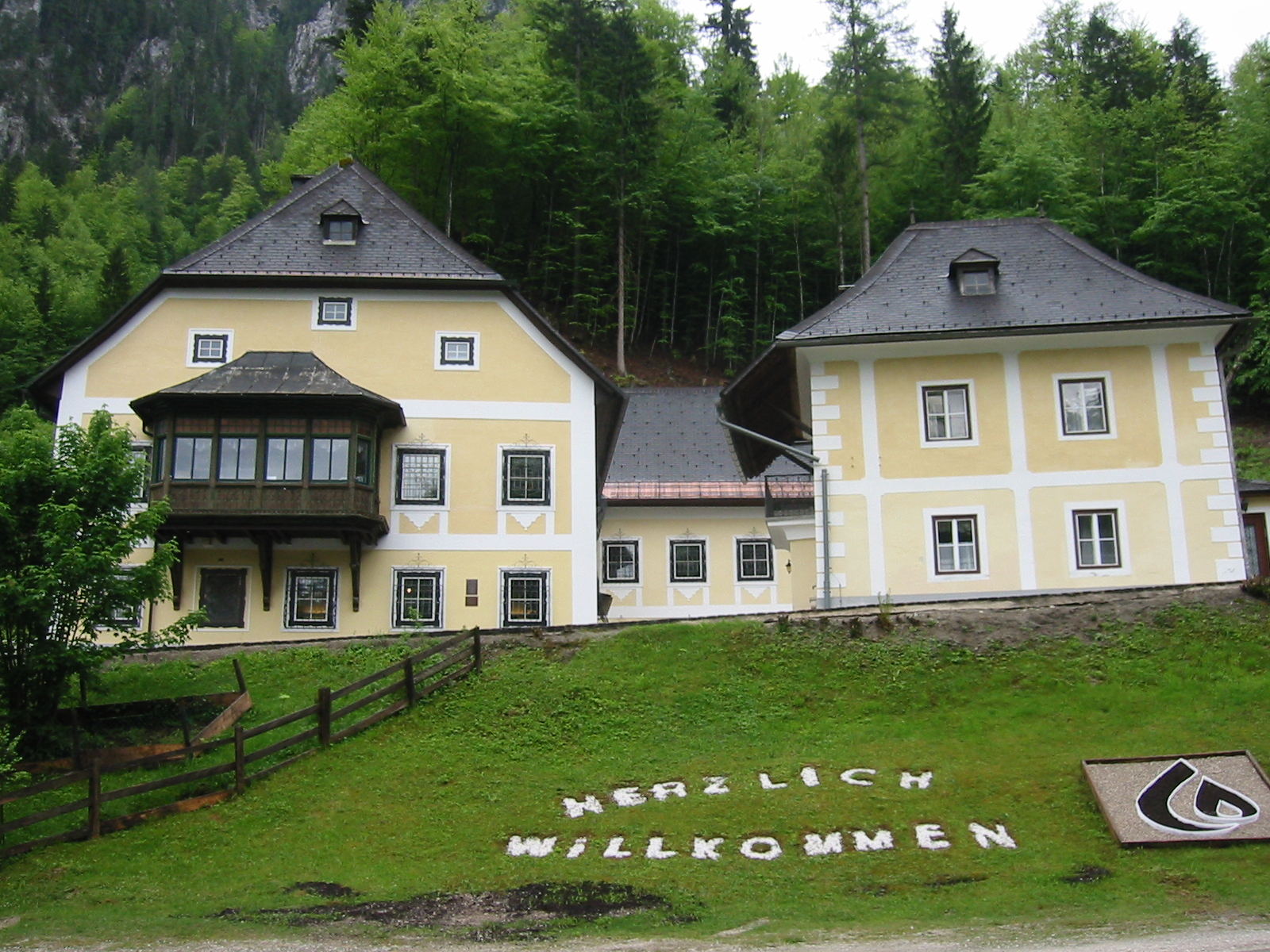
Heimat-, Pfarr- und Wasserleitungsmuseum

In Wildalpen befindet sich auch ein Museum. Es ist in einem alten Hammerherrenhaus, dem Tulleck’schen Gewerkenhaus, beheimatet. Im Haus sind auch das Heimat- und Pfarrmuseum angesiedelt.

## Briefmarken
Anlässlich „75 Jahre II. Wiener Hochquellenleitung“ brachte die Österreichische Post mit dem Erscheinungsdatum 29. November 1985 eine 3,50 Schilling-Sonderbriefmarke mit dem Bildnis des Aquädukts über den Hundsaubach im Steinbachtal bei Göstling an der Ybbs heraus. Der Entwurf stammt von Ferdinand Dorner, der Stich von Alfred Nefe.